# 宋潘民
宋潘民（1909年—1933年12月29日），又称宋盘民、宋盘铭，河南省郾城县（今漯河市源汇区阴阳赵乡大楼魏村张庄）人，中国工农红军将领。

## 生平
1929年留学苏联莫斯科中山大学，期间加入中国共产党。1931年，从苏联回国后担任中共湘鄂西中央分局委员，少共中央分局书记，升任红三军九师政委。后因反对夏曦的肃反，于1933年12月29日清晨在黔江县，公审枪毙。
1953年，经贺龙、许光达建议，追认为革命烈士。